# Rio Água Quente
O rio Água Quente é um curso de água que banha o estado do Paraná. 